# Rhêmes
Pour les articles homonymes, voir Rhêmes (homonymie).
Rhêmes est une ancienne commune valdôtaine, instituée en 1928 par l'union des deux communes de Rhêmes-Notre-Dame et de Rhêmes-Saint-Georges, et avec une partie de la commune d'Introd, qui fut supprimée.
Le nom fut italianisé pendant la période fasciste en Val di Rema, de 1939 à 1946. Ce nom fut toutefois supprimé en 1946 et la subdivision des trois précédentes communes fut rétablie.